# Song Kang-ho
Song Kang-ho (en hangul, 송강호; Gimhae, Corea del Sur, 17 de enero de 1967) es un actor surcoreano. Se graduó de la Universidad Busan Kyungsang con una licenciatura en radiodifusión, pero comenzó su carrera en grupos de teatro sin preparación profesional como actor. Hizo su debut en 1991 en la obra Dongseung.

## Biografía

### Primeros años
Song Kang-ho nació el 17 de enero de 1967 en Gimhae, Corea del Sur. Nunca entrenó profesionalmente como actor, sino que comenzó su carrera en grupos de teatro después de graduarse de la Escuela Secundaria Gimhae. Se graduó de la Universidad Busan Kyungsang con una licenciatura en radiodifusión y se unió a la influyente compañía de teatro de Kee Kuk-seo, sociedad que hacía hincapié en la actuación instintiva y la improvisación. Debutó en el escenario en 1991, apareciendo en la obra teatral Dongseung. A pesar de que regularmente se le ofrecía la oportunidad de actuar en películas, siempre rechazaba todas ofertas hasta que aceptó un papel de extra en Dwaejiga umul-e ppajin nal (1996) de Hong Sang-soo.
Al año siguiente, después de retratar a una persona sin hogar en la película Bad Movie de Jang Sun-woo, ganó notoriedad al aparecer en N.º 3 de Song Neung-han, interpretando a un gánster que entrena a un grupo de jóvenes reclutas. Por este papel ganó su primer premio en los Blue Dragon Film Awards. Desde entonces, ha sido elegido para varios papeles secundarios antes de su aparición en la exitosa película de suspenso Shiri de Kang Je-gyu.

### Carrera
A principios de 2000, Song obtuvo su primer papel protagonista en el éxito de taquilla The Foul King de Kim Ji-woon, en la cual supuestamente hizo la mayoría de sus escenas de riesgo. Sin embargo, no sería hasta su papel como un sargento norcoreano en el filme Joint Security Area que ganó el estatus de uno de los principales actores de Corea. Song también protagonizó la aclamada película Sympathy for Mr. Vengeance de Park Chan-wook, que se centra en la búsqueda de un padre por los secuestradores de su hija.
En 2002, Song protagonizó otra gran producción de Myung Films, YMCA Baseball Team, la cual trata sobre el primer equipo de béisbol de Corea que se formó a principios del siglo XX. Al año siguiente, interpretó al detective rural incompetente en otro gran éxito aclamado por la crítica, Memorias de un asesino, del joven director Bong Joon-ho.
En 2004, Song protagonizó la película The President's Barber, que imagina la vida del barbero personal del presidente surcoreano, Park Chung-hee. Al año siguiente, también interpretó el rol principal en Antarctic Journal, un proyecto de gran presupuesto del director Yim Pil-sung sobre una expedición en la Antártida, aunque tuvo poco éxito en taquilla. En 2006, Song volvió a ser nuevamente el centro de atención con la película de terror, The Host, de Bong Joon-ho. La película le ganó fama internacional  e incluso superó a varias de las estrellas más conocidas de Asia al ganar en la categoría de mejor actor en los Asian Film Awards inaugurales, celebrados en marzo de 2007 en Hong Kong.
En agosto de 2020, se anunció que se había unido al elenco principal de la película Broker, las filmaciones de la película comenzarán en el 2021.

## Filmografía

### Películas
| Año  | Título                           | Título en coreano           | Papel                       | Notas                |
| ---- | -------------------------------- | --------------------------- | --------------------------- | -------------------- |
| 1996 | The Day a Pig Fell into the Well | 돼지가 우물에 빠진 날       | Dong-seok                   |                      |
| 1997 | Green Fish                       | 초록 물고기                 | Pan-su                      |                      |
| 1997 | N.º 3                            | 넘버3                       | Jo-pil                      |                      |
| 1997 | Bad Movie                        | 나쁜 영화                   | Vagabundo (cameo)           | [ 4 ]                |
| 1998 | The Quiet Family                 | 조용한 가족                 | Kang Yeong-min (hijo)       |                      |
| 1999 | Shiri                            | 쉬리                        | Lee Jang-gil                |                      |
| 2000 | The Foul King                    | 반칙왕                      | Dae-ho                      |                      |
| 2000 | Área común de seguridad          | 공동경비구역JSA             | Sgto. Oh Kyeong-pil         |                      |
| 2002 | Sympathy for Mr. Vengeance       | 복수는 나의 것              | Park Dong-jin               | [ 5 ]                |
| 2002 | YMCA Baseball Team               | YMCA 야구단                 | Lee Ho-chang                | [ 6 ]                |
| 2003 | Memorias de un asesino           | 살인의 추억                 | Detective Park Doo-man      | [ 7 ]                |
| 2004 | The President's Barber           | 효자동 이발사               | Seong Han-mo                |                      |
| 2005 | Antarctic Journal                | 남극일기                    | Choi Do-hyung               | [ 8 ]                |
| 2005 | Sympathy for Lady Vengeance      | 친절한 금자씨               | Asesino a sueldo #1 (cameo) |                      |
| 2005 | Madagascar                       | 마다가스카                  | Alex (versión coreana)      |                      |
| 2006 | The Host                         | 괴물                        | Park Gang-du                | [ 9 ]                |
| 2007 | The Show Must Go On              | 우아한 세계                 | Kang In-goo                 | [ 11 ]               |
| 2007 | Secret Sunshine                  | 밀양                        | Jong-chan                   | [ 12 ]               |
| 2008 | El bueno, el malo y el raro      | 좋은 놈, 나쁜 놈, 이상한 놈 | Yun Tae-goo/El raro         | [ 13 ]               |
| 2009 | Thirst                           | 박쥐                        | Sang-hyun                   | [ 14 ]               |
| 2010 | Secret Reunion                   | 의형제                      | Agente Lee Han-gyu          | [ 15 ]               |
| 2010 | A Little Pond                    | 작은 연못                   | Oficial de polícia (cameo)  |                      |
| 2011 | Hindsight                        | 푸른소금                    | Doo-hun                     | [ 16 ]               |
| 2012 | Howling                          | 하울링                      | Sang-gil                    | [ 17 ]               |
| 2012 | Day Trip                         | 청출어람                    | Máster                      | Cortometraje         |
| 2013 | Snowpiercer                      | 설국열차                    | Namgoong Minsu              | [ 19 ]               |
| 2013 | The Face Reader                  | 관상                        | Nae-gyeong                  | [ 20 ]               |
| 2013 | The Attorney                     | 변호인                      | Song U-seok                 | [ 21 ]               |
| 2015 | The Throne                       | 사도                        | Yeongjo                     | [ 22 ]               |
| 2016 | The Age of Shadows               | 밀정                        | Lee Jung-chool              | [ 23 ]               |
| 2017 | A Taxi Driver                    | 택시운전사                  | Man-seob                    | [ 24 ]               |
| 2018 | The Drug King                    | 마약왕                      | Lee Doo-sam                 | [ 25 ]               |
| 2019 | Parásitos                        | 기생충                      | Kim Ki-taek                 | [ 26 ]               |
| 2019 | The King's Letters               | 나랏말싸미                  | Sejong el Grande            | [ 27 ]               |
| 2022 | Broker                           | 브로커                      | Sang-hyeon                  | [ 28 ]               |
| 2022 | Emergency Declaration            | 비상선언                    | detective                   | [ 29 ] [ 30 ] [ 31 ] |
| 2022 | Cobweb                           | 거미집                      | Kim Yeol                    | [ 32 ] [ 33 ]        |
| 2023 | One Win                          | 1승                         | Kim Woo-jin                 | [ 34 ] [ 35 ]        |
| —    | Fifth Column                     | 제5열                       | Kang Jong-deok              | [ 36 ]               |

### Series de televisión
| Año   | Título       | Papel   | Canal            | Notas               | Ref.          |
| ----- | ------------ | ------- | ---------------- | ------------------- | ------------- |
| Prog. | Uncle Samsik | Sam-sik | [Por determinar] | Debut en televisión | [ 37 ] [ 38 ] |

### Presentador
| Año  | Programa                 | Notas  |
| ---- | ------------------------ | ------ |
| 2018 | 54th Baeksang Arts Award | [ 39 ] |

## Premios y nominaciones
| Año  | Categoría                                             | Premio                      | Trabajo  | Resultado |
| ---- | ----------------------------------------------------- | --------------------------- | -------- | --------- |
| 2022 | Best Actor                                            | 75° Festival de Cannes      | Broker   | Ganador   |
| 2020 | Outstanding Performance by a Cast in a Motion Picture | Screen Actors Guild Award   | Parasite | Ganador   |
| 2020 | Best Actor                                            | 56th Grand Bell Award       | Parasite | Nominado  |
| 2019 | Best Actor                                            | Director’s Cut Awards       | Parasite | Ganador   |
| 2019 | Best Leading Actor                                    | 40th Blue Dragon Film Award | Parasite | Nominado  |
| 2019 | Best Supporting Actor                                 | LAFCA Awards                | Parasite | Ganador   |